# بیطاس
بیطاس روستایی از توابع بخش خلیفان در شهرستان مهاباد است که در استان آذربایجان غربی ایران قرار دارد.
بیطاس روستایی از توابع خلیفان در شهرستان سابلاغ قرار دارد

## جمعیت
این روستا در دهستان دهستان منگور شرقی واقع شده و براساس سرشماری سال ۱۳۸۵، جمعیت آن ۲۸۶ نفر (۳۸ خانوار) بوده‌است.